# Estación de République
La  estación de République es una estación del metro de París situada bajo la Plaza de la República, entre los distritos 3.º, 10.º y 11.º. Pertenece a las líneas 3, 5, 8, 9 y 11. Hasta 1998, con la llegada de la línea 14 a Châtelet, République era la única estación de la red en dar acceso a cinco líneas diferentes. 
En 2008 era la sexta estación más usada de la red con casi 17 millones de usuarios.

## Historia
La llegada de la línea 3, el 19 de octubre de 1904, supuso la apertura de la estación. Casi tres años después, el 5 de noviembre de 1907, se abrió la estación de la línea 5. Tras ella no se añadirían más líneas hasta los años 30 donde se incorporaron las tres restantes. Primero, la línea 8, el 5 de mayo de 1931. Posteriormente, la línea 9, el 10 de diciembre de 1933 y finalmente la línea 11, última en llegar, el 28 de abril de 1935. 

## Descripción

### Estación de la línea 3
Se compone de dos andenes laterales de 75 metros de longitud, ubicados bajo la parte sur de la plaza en dirección a la avenida de la República y de dos vías.
Aunque clásica, en bóveda y revestida de azulejos blancos planos, sin biselar, ofrece la particularidad de haber sido afectada por el estilo Ouï-dire, propio de la década de los ochenta, y que se aprecia tanto en la iluminación que se realiza a través de estructuras que recorren los andenes sujetados por elementos curvados que proyectan una luz difusa en varias direcciones. Inicialmente esta iluminación coloreaba las bóvedas pero esta característica se ha perdido. Como por la zona de asiento donde se combinan asientos convencionales con bancos situados a media altura que permiten tanto apoyarse como sentarse. 
La señalización por su parte usa la moderna tipografía Parisine donde el nombre de la estación aparece en letras blancas sobre un panel metálico de color azul.

### Estación de la línea 5
Se compone de dos andenes laterales de 75 metros de longitud, ubicados al norte bajo la desembocadura del bulevar de Magenta en la plaza de la República, y de dos vías.
En los 60, se vio afectada por el estilo Mouton-Duvernet luciendo sus habituales azulejos de color naranja de diversos tonos. Sin embargo, tras las reformas realizadas en el 2009 su aspecto es ahora mucho más clásico ya que está revestida de azulejos blancos biselados. 
Su iluminación ha sido renovada empleando el modelo vagues (olas) con estructuras casi adheridas a la bóveda que sobrevuelan ambos andenes proyectando la luz en varias direcciones.
La señalización por su parte usa la moderna tipografía Parisine donde el nombre de la estación aparece en letras blancas sobre un panel metálico de color azul. Por último, los asientos de la estación son los modernos Coquille o Smiley, unos asientos en forma de cuenco inclinado para que parte del mismo pueda usarse como respaldo y que poseen un hueco en la base en forma de sonrisa. 

### Estación de la línea 8

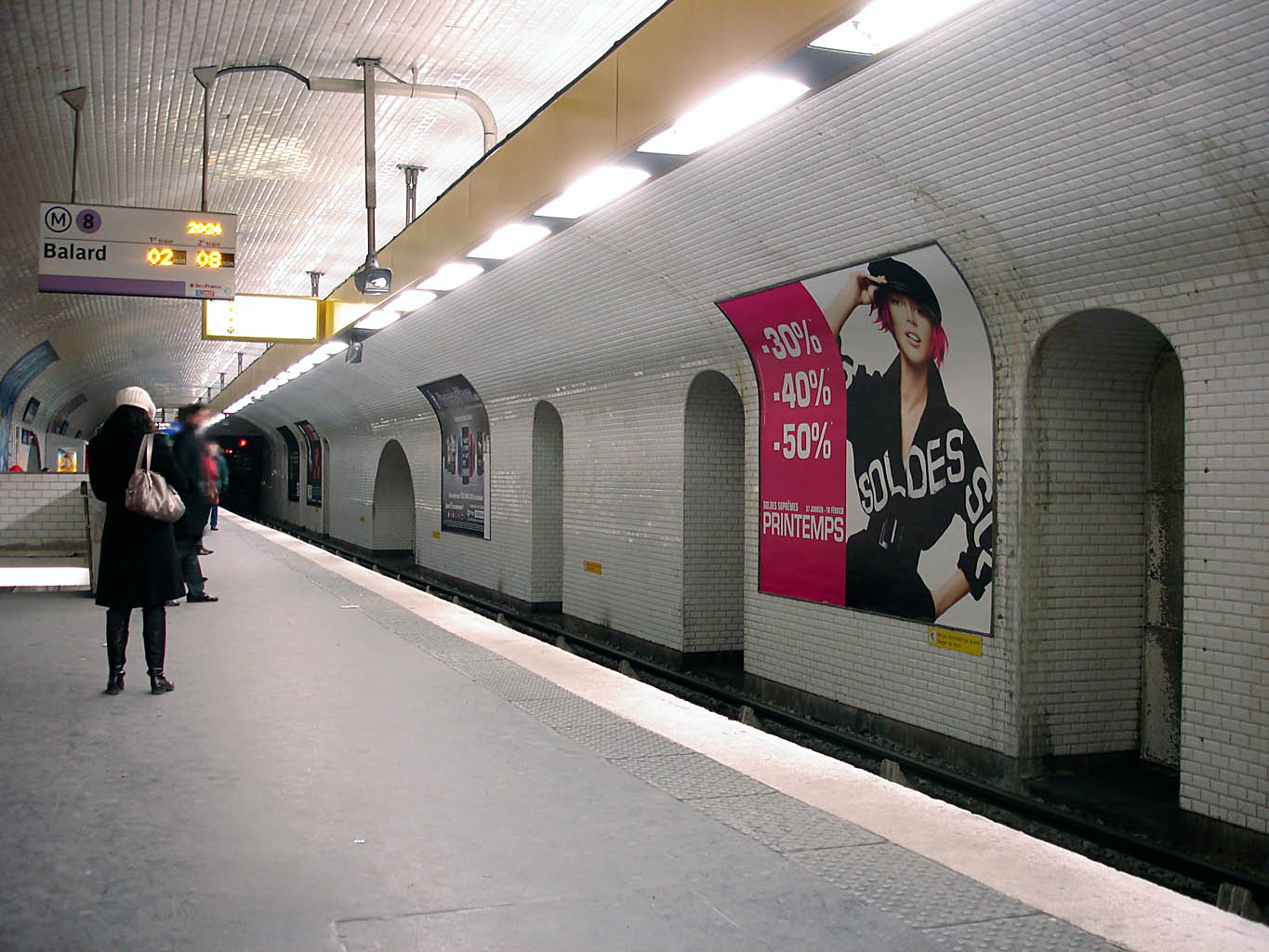
Uno de los andenes de la estación de la línea 8 con la pared central que sirve de apoyo a la bóveda.

Se compone de dos andenes laterales de 105 metros de longitud, situados al norte de la desembocadura del bulevar San Martín en la Plaza de la República, y de dos vías, una en cada sentido.
Aunque como suele ser habitual en el metro parisino los andenes laterales se hacen frente, en este caso, una pared construida para reforzar la estructura interna de la bóveda, los separa. Esto se debe a que la línea 8 y la línea 9 discurren paralelas en un largo tramo que se ha pretendido reforzar de esta forma.
La bóveda está revestida con los habituales azulejos blancos biselados del metro parisino. 
La iluminación es de estilo Motte y se realiza con lámparas resguardadas en estructuras rectangulares de color naranja que sobrevuelan la totalidad de los andenes no muy lejos de las vías.
La señalización por su parte usa la moderna tipografía Parisine donde el nombre de la estación aparece en letras blancas sobre un panel metálico de color azul. Por último los asientos, que también son de estilo Motte, combinan una larga y estrecha hilera de cemento revestida de azulejos naranja que sirve de banco improvisado con algunos asientos individualizados del mismo color que se sitúan sobre dicha estructura.  

### Estación de la línea 9
Se compone de dos andenes laterales de 105 metros de longitud, situados en el mismo puntos que los de la línea 8, y de dos vías. Es idéntica en su diseño a la estación de la línea 8. Los bancos Motte han sido sustituidos por asientos convencionales. 

### Estación de la línea 11
Se compone de dos andenes laterales de 75 metros de longitud, situados al este de la plaza, bajo la calle del Faubourg du Temple, y de dos vías.
Su diseño es similar al de las estaciones de las líneas 8 y 9. Desaparece en este caso cualquier muro o apoyo central de la bóveda que usa en su revestimiento azulejos planos, sin biselar. El banco Motte, desaparecido en la línea 9, vuelve a usarse aquí. 

## Accesos
La estación dispone de doce accesos, la mitad de ellos situados en la Plaza de la República.
- Acceso 1: a la altura del n.º 2 de la plaza de la República
- Acceso 2: a la altura del n.º 10 de la plaza de la República
- Acceso 3: a la altura del n.º 12 de la plaza de la República
- Acceso 4: a la altura del n.º 13 de la plaza de la República
- Acceso 5: a la altura del n.º 14 de la plaza de la República
- Acceso 6: a la altura del n.º 15 de la plaza de la República
- Acceso 7: a la altura del n.º 1 de la calle del Faubourg du Temple
- Acceso 8: a la altura del n.º 1 de la calle René Boulanger
- Acceso 9: a la altura del n.º 2 del bulevar San Martín
- Acceso 10: a la altura del n.º 9 del bulevar San Martín
- Acceso 11: a la altura del square de la Fontaine
- Acceso 12: a la altura del n.º 1 del bulevar Voltaire